# 陆俭明
陆俭明（1935年—），笔名俭明、进明，男，江苏吴县人，中国语言学家，北京大学教授，曾任中国语言学会常务理事。